# Dinastía sayí

Los territorios surgidos de la disgregación del califato abasí, entre los que puede observarse el regido por la dinastía sayí.

La dinastía sayí o sáyida fue una dinastía islámica que gobernó en la región iraní de Azerbaiyán desde 889/890 hasta 929.
Los sayíes eran originarios de la provincia de Ushrusana (Asia Central) y eran de ascendencia sogdiana. Muhámmad ibn Abi 'l-Saŷ Diwdad, el hijo de Diwdad, el primer gobernante sayí de Azerbaiyán, fue nombrado señor en 889 u 890. El padre de Muhámmad, Abu 'l-Saŷ Devdad, había luchado bajo el príncipe ushrusaní Afshin Jaydar durante la campaña final de este contra el rebelde Babak Khorramdin en Azerbaiyán y más tarde sirvió a los califas. Hacia el final del siglo IX, conforme se debilitaba la autoridad central del Califato abasí, Muhámmad pudo formar un estado virtualmente independiente. Muchas de las energías sayíes se gastaron en intentar apoderarse de la vecina Armenia. La dinastía se extinguió con la muerte de Abu 'l-Musafir al-Fath en 929.

## Cronología
- Abu Ubaydullah Muhámmad ibn Abi 'l-Saŷ (889-901)
- Abu 'l-Musafir Devdad ibn Muhámmad (901)
- Yúsuf ibn Abi 'l-Saŷ (901-919)
  - Subuk (919-922)
- Yúsuf (restaurado) (922-928)
- Fath b. Muhámmad b. Abi 'l-Saŷ (928-929)

## Literatura
- Madelung, Wilferd. "Minor Dynasties of Northern Iran." The Cambridge History of Iran, Volume 4: The Period From the Arab Invasion to the Saljuqs. Ed. R. N. Frye. New York, New York: Cambridge University Press, 1975.
- Clifford Edmund Bosworth, The New Islamic Dynasties: A Chronological and Genealogical Manual, Columbia University, 1996.
- V. Minorsky, Studies in Caucasian history, Cambridge University Press, 1957.

- Datos: Q3432153
- Multimedia: Sajid dynasty / Q3432153